# Rhea Kapoor
Rhea Kapoor (en hindi: रिया कपूर) es una actriz y productora cinetamográfica india.

## Vida personal
Kapoor es la hija del actor Anil Kapoor y su esposa Sunita,  es la hermana  de los actores Sonam Kapoor y Harshvardhan Kapoor, nieta del cineasta Surinder Kapoor, sobrina del cineasta Boney Kapoor y sus esposas, La productora Mona Shourie Kapoor y la actriz Sridevi, y sobrina del actor Sanjay Kapoor. Sus primos también son actores Arjun Kapoor y Mohit Marwah así como Ranveer Singh.
La familia Kapoor coprodujo Veere Di Boda, la cual se estrenó el 1 de junio de 2018.

## Filmografía

### Películas
- 2010 Aisha
- 2014 Khoobsurat
- 2018 Veere Di Boda